# Serra do Sabarabuçu
A denominada serra do Sabarabuçu é uma montanha lendária, descrita como uma "serra resplandescente" pelos indígenas brasileiros, no século XVI. Conforme Eduardo Navarro, o nome Sabarabuçu tem origem na língua tupi e é composto de tesá + berab + -usu, grandes olhos brilhantes, referência às pepitas de ouro.
Pela altitude e proeminente destaque no relevo, a serra da Piedade no município de Caeté, um dos 34 municípios da Região Metropolitana de Belo Horizonte, Minas Gerais, ganhou reputação regional como sendo essa montanha lendária.
No imaginário da época, podia se afigurar como constituída toda de ouro ou de prata. Este mito confundiu-se mais tarde, à época do bandeirismo, no século seguinte, com a serra das Esmeraldas, alvo da afamada bandeira de Fernão Dias.
O Sabarabuçu é o equivalente brasileiro do cerro de Potosí, no Alto Peru, atual Departamento de Potosí, na Bolívia., uma gigantesca jazida de prata, intensamente explorada pelos colonizadores espanhóis.